# كوماتسو ايماي
كوماتسو ايماي (باليابانية: 今井小松؛ بالكانا: いまい こまつ) هي كاتِبة وطيارة يابانية، ولدت في 13 أغسطس 1899، وتوفيت في 19 مارس 1984.